# 大窩山
大窩山，位於台灣苗栗縣南庄鄉東河村與新竹縣五峰鄉桃山村交界處的一座山峰，峰頂海拔1,642公尺，屬於加里山山脈北稜線上的山峰。

## 地理

### 周邊山岳
以下為沿此山主要稜線分佈的周邊山岳：
- 沿東北轉北稜線：鳥嘴山、鵝公髻山
- 沿東南轉南稜線：比林山、鹿場大山、北坑山

周邊山岳尚有光天高山（西北側）。

### 源流河川
以下為發源於此山的河川：
- 土場溪（頭前溪水系）：發源於東坡
- 大東河支流（中港溪水系）：發源於北坡

## 周邊林道及步道
- 大鹿林道